# Bolbohamatum syncopator
Bolbohamatum syncopator es una especie de coleóptero perteneciente a la familia Geotrupidae.

## Distribución geográfica
Habita en Bangladés.